# دوره بازترکیبی (مه‌بانگ)

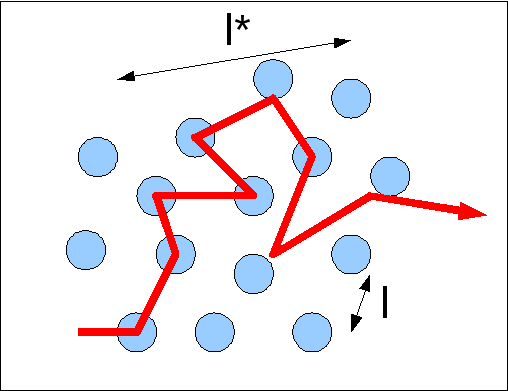
قبل از بازترکیبی، میانگین مسیر آزاد فوتون‌ها (قرمز) بسیار ضعیف است؛ آن‌ها توسط «مه الکترون‌های آزاد» (به رنگ آبی) پراکنده می‌شوند.

دوره بازترکیبی (به انگلیسی: Recombination) در کیهان‌شناسی، به دوره زمانی اشاره می‌کند که در آن الکترون‌ها و پروتون‌های باردار برای نخستین بار به هم پیوند یافتند تا اتم‌های هیدروژن خنثی را تشکیل دهند. دوره بازترکیبی در حدود ۳۷۰۰۰۰ سال پس از مه‌بانگ اتفاق افتاد. واژه بازترکیبی کمی گمراه کننده است زیرا نطریه مه‌بانگ ادعا نمی‌کند که الکترون‌ها و پروتون‌ها قبل از این دوره نیز ترکیب شده‌بودند، بلکه این نام‌گذاری دلایل تاریخی دارد. این نامگذاری پیش از آنکه فرضیه مه‌بانگ به نظریه نخست در مورد پیدایش جهان تبدیل شود، انجام شده بود.
جهان در لحظات نخست پس از بیگ بنگ، پلاسمای داغ و چگالی از فوتون‌، لپتون و کوارک بود: دوره کوارک. در ثانیه ۶-۱۰ جهان به اندازه کافی منبسط و سرد شده‌بود که امکان شکل‌گیری پروتون وجود داشته‌باشد: دوره هادرون. این پلاسما به دلیل پراکندگی تامسون الکترون‌های آزاد، برای تابش الکترومغناطیسی کاملاً کدر بود؛ زیرا مسیر آزاد متوسطی که هر فوتون می‌توانست بدون برخورد با یک الکترون بپیماید بسیار کوتاه بود. در درون خورشید نیز در حال حاضر چنین وضعیتی حاکم است. با ادامه انبساط جهان سردتر هم شد. در نهایت به اندازه ای سرد شد که که تشکیل اتمهای خنثای هیدروژن از نظر انرژی وضعیت پایدارتری بوجود می‌آورد و تعداد الکترونها و پروتون‌های آزاد در مقایسه با اتمهای هیدروژن به چند بخش در ۱۰۰۰۰ رسید.